# Petrov (ort i Tjeckien, Södra Mähren, lat 48,88, long 17,28)
Petrov är en ort i Tjeckien.   Den ligger i regionen Södra Mähren, i den sydöstra delen av landet, 250 km sydost om huvudstaden Prag. Petrov ligger 169 meter över havet och antalet invånare är 1 354.
Terrängen runt Petrov är platt åt nordväst, men åt sydost är den kuperad. Runt Petrov är det ganska glesbefolkat, med 40 invånare per kvadratkilometer. Närmaste större samhälle är Hodonín, 11,2 km väster om Petrov. Trakten runt Petrov består till största delen av jordbruksmark.